# John Adair (antropologo)
John Adair (Memphis, 1913 – San Francisco, 14 dicembre 1997) è stato un antropologo statunitense, noto in particolare per i suoi studi di antropologia visiva sugli indiani Navajo, ma anche sugli Zuñi e sui Pueblo.
Laureato all'Università del Wisconsin nel 1937 e con un dottorato conseguito all'Università del Nuovo Messico nel secondo dopoguerra, ha poi insegnato alla Cornell University ed alla San Francisco State University. Negli anni 1953-1960 guidò il progetto della Cornell di studio sui Navajo in Arizona.
Insieme a Sol Worth scrisse poi Through Navajo Eyes: An Exploration of Film Communication and Anthropology, la sua opera più nota.